# 布拉德·诺特
约翰·布拉德福德·诺特（英語：John Bradford Knott，1986年4月17日—）是美国律师及政治人物，目前担任北卡罗来纳州第13国会选区联邦众议院议员。在2025年就职之前，他曾担任北卡罗莱纳东区检察官办公室的联邦检察官。

## 早年生活、家庭和教育
约翰·布拉德福德·诺特于1986年4月17日出生在北卡罗来纳州罗利，总共有五个兄弟姐妹。诺特的兄弟塔克·诺特是联邦参议员泰德·巴德的幕僚长，还曾担任国会议员乔治·霍尔丁的幕僚长。
他曾就读于位于罗利的圣大卫学校，这是一所圣公会走读学校。诺特在贝勒大学获得学士学位，并在维克森林大学法学院获得法学博士学位。

## 职业生涯
诺特于2016年被聘为美国北卡罗来纳州东区检察官办公室的联邦检察官，任期至2023年11月。

### 联邦众议员

#### 选举

##### 2024年
在2024年选举中，诺特竞选美国众议院北卡罗来纳州第13选区议席，他的家人向支持其竞选的超级政治行动委员会“美国基金委员会”捐款超过70万美元。在初选中诺特以大约19%的得票率与凯莉·多特里共同晋级第二轮，其中多特里以27%的得票率位列第一。不过多特里在诺特获得唐纳德·特朗普及“繁荣美国人”组织的背书后宣布退选，诺特由此成为共和党候选人，并在11月赢得选举。竞选期间，诺特因实际居住在罗利自己的住所，却仍以登记在父亲住址的身份投票而受到批评。对此，他辩解称这是其“一时疏忽”所致。

## 政治观点

### 枪支
诺特支持枪支权利，并指出第二修正案“在美国境内没有边界”。

### 外交
诺特在加沙战争中支持以色列，他还反对在俄乌战争中向乌克兰提供援助。

### 移民
诺特反对地方政府为保护无证移民而制定的庇护政策，他呼吁驱逐更多罪犯，并指出犯下“酒驾、严重贩毒或暴力重罪”等罪行的移民都需要被驱逐出境。诺特还希望更多地方警察兼任联邦警员，协助打击犯罪并驱逐更多罪犯。

### LGBTQ权利
诺特反对跨性别女性参加女子体育比赛，同时他还认可了反对跨性别参赛政策女性所做出的努力。

### 生殖保健
诺特自称持“反堕胎”立场，反对堕胎合法化并支持美国最高法院在多布斯诉杰克逊妇女健康组织案中推翻罗诉韦德案的裁决。他声称宗教机构运营的危机怀孕中心正受到“支持堕胎的激进分子和左翼政客”的攻击。

## 个人生活
诺特的妻子乔安娜·瑟利比曾担任北卡罗来纳州立大学的高尔夫球手，目前是精品店老板。布拉德·诺特有两名子女，其本人是浸信会教徒。